# ولدیمیر تروشکین
ولدیمیر میکولایویچ تروشکین (اوکراینی: Володимир Миколайович Трошкін، روسی: Владимир Николаевич Трошкин؛ ۲۸ سپتامبر ۱۹۴۷ – ۵ ژوئیه ۲۰۲۰) یک فوتبالیست اهل شوروی و یک مربی اوکراینی بود. بسیاری او را بهترین بازیکن راست دهه ۱۹۷۰ در اوکراین (اتحاد جماهیر شوروی سوسیالیستی اوکراین) می‌دانستند. وی در یناکییف به دنیا آمد.
تروشکین پس از بازنشستگی از بازی و مربیگری، به عنوان مدیر فوتبال در فدراسیون فوتبال اوکراین و انجمن پیشکسوتان فوتبال اوکراین کار کرد. در فدراسیون فوتبال اوکراین او ریاست کمیته وضعیت بازیکنان و نقل و انتقالات را بر عهده داشت.

## بازی ملی
وی ۳۱ بازی ملی برای تیم ملی فوتبال اتحاد جماهیر شوروی انجام داده‌است و در جام ملت‌های اروپا ۱۹۷۲ شرکت کرده بود. وی همچنین در بازی‌های المپیک تابستانی ۱۹۷۶ موفق به کسب نشان برنز در فوتبال شد.